# Makbule Atadan
Makbule Atadan (Selanik, 1885 - Ankara, 18 de gener de 1956) va ser una escriptora i política turca, germana de Mustafa Kemal Atatürk. El 1934 va rebre el cognom Atadan. Es va casar amb el diputat Mecdi Boysan el 1935 però el matrimoni durà poc temps. També durà poc temps la seva activitat política dins del Partit Lliure Republicà, més conegut, simplement com Serbest Fırka o Partit Lliure, el 1930.
Makbule Atadan ha estat l'autora o la font de molta informació sobre la vida d'Atatürk. El 1947 va contar les seves memòries al setmanari Akın, amb el nom de ploma “Selime Seden”. Després va continuar en el mateix setmanari amb les seves memòries a 1948. La tercera entrevista amb Makbule Atada la realitza el periodista Yaşar Yula l'any 1950; a la qual segueix el serial els anys 1952–1953 en el diari Yeni İstanbul (Istanbul Nova) “Büyük Kardeşim Atatürk” (Atatürk, el meu germà major). Després el poeta periodista Şemsi Belli ha escrit en serial, el 1955 “Ağabeyim Mustafa Kemal” (català: El meu germà maior Mustafa Kemal) publicat al diari Milliyet. La darrera entrevista amb Makbule Hanım va ser feta pel Dr. Rıdvan Ege l'1 de novembre de 1955; però fou publicada el novembre de 1962 al diari Ulus.